# Produktplanung
Die Produktplanung wird allgemein als die systematische Suche und Auswahl zukunftsträchtiger Produktideen und deren Verfolgung verstanden. Es gibt vier Phasen in der Produktplanung: Potenzialanalyse, Produktfindung, Umsetzungsplanung und Kontrolle, welche durch ihre jeweilige Aufgabe eher der strategischen Produktplanung oder der operativen Produktplanung zugeordnet werden können.

## Produktplanung im Produktlebenszyklus
Da sich durch die „Verbesserung bekannter und Entwicklung neuer Verfahren“ die Innovationszeit immer weiter verkürzt hat, verkürzt sich auch die Verkäuflichkeitsspanne. Aus diesen Gründen ist das „Entwickeln und Planen weitgehend neuer Produkte zur permanenten Aufgabe in Produktionsunternehmen geworden“.
Die Produktplanung befindet sich zu Beginn des Produktlebenszyklus, mit ihrer Hilfe sollen zunächst Geschäftsfelder analysiert werden, in denen die späteren Produkte möglichst viel Umsatz erzielen können.
Die Produktplanung endet nicht am Ende der Produktrealisierung, sondern beinhaltet auch die Kontrolle der Produkte, welche sich derzeit auf dem Markt befinden.

## Strategische Produktplanung
Die strategische Produktplanung befasst sich mit der Geschäftsfeldplanung. Hierbei sollen solche Geschäftsfelder identifiziert werden, in denen ein Unternehmen ein Produkt einführen kann.
„Die Bildung strategischer Geschäftsfelder bedeutet ein Aufbrechen des Gesamtmarktes in interne homogene Segmente, die sich in ihren abnehmerbezogenen Anforderungen und anderen erfolgsrelevanten Charakteristika wie z. B. der Intensität und Struktur des Wettbewerbs deutlich voneinander unterscheiden.“
Hierbei sei auf die Produkt-Markt-Matrix verwiesen, bei der die Einteilung in die vier Geschäftsfelder erörtert wird.

## Operative Produktplanung
Die operative Produktplanung versteht sich als ausführender Teil der Produktplanung. Sie definiert die entsprechenden Maßnahmen zur Anpassung eines Unternehmens und dessen Produkte an seine Umwelt im Sinne der bestmöglichen Erreichung der in der strategischen Produktplanung gesetzten Ziele.
Basierend auf der Analyse der unternehmensspezifischen Leistungsfähigkeit, Ressourcen und Geschäftsfelder werden neue Produktideen identifiziert und bewertet, welche schließlich anforderungsgerecht umgesetzt werden. „Ausgehend vom Produktprogrammrahmen beinhaltet sie im Kern die systematische Festlegung von Art und Menge der in den nächsten kurzfristigen Perioden zu entwickelnden und produzierenden Produkte auf der Basis gegebener bzw. geplanter Potenziale.“

## Teilbereiche der Produktphasen

### Potenzialanalyse
In der Potenzialanalyse werden Erfolgspotenziale für neue Produktideen identifiziert.
Die Analyse der einzelnen Potenziale bei der Produktplanung bezieht sich im Wesentlichen auf den Markt, die Kunden, die Wettbewerber und auf die eigenen Unternehmensfähigkeiten.
Aus dem Zusammenspiel dieser Potenziale ergeben sich dann Zukunftschancen für neue Produkte.

### Produktfindung
„Auf der Grundlage des Suchfeldes und des Unternehmens-Potenzials besteht der nächste wesentliche Schritt der Produktplanung in der eigentlichen Produktfindung mit den Phasen Ideenfindung, Selektion und Produktdefinition. Ihr Ergebnis ist der Realisierungsvorschlag [VDI80].“
Das Ziel ist es Produkte zu finden, die sowohl den Kunden zufrieden stellen als auch langfristig maximalen Gewinn einbringen. Der Input in den Produktfindungsprozess sind Informationen, die aus den zuvor durchgeführten Potenzialanalysen stammen, sowie weitere Informationen. Daraus werden Ideen generiert, die durch verschiedene Vorgehensweisen in Produktideen implementiert werden. Im nächsten Schritt werden diese Produktideen selektiert, damit auf Grundlage der ausgewählten Ideen Produkte definiert werden können.
Als Ergebnis erhält man Realisierungsvorschläge für ein Produkt.

### Umsetzungsplanung
Bei der Umsetzungsplanung gilt es, das Unternehmen und die damit verbundenen Prozesse neu zu strukturieren und zu planen. Dies kann durch eine klassische Geschäftsplanung geschehen als auch durch eine Anpassung des Produktprogramms. Produktneuschöpfungen (Innovationen) können ein für den Markt komplett neues Produkt sein oder ein bereits bestehendes Produkt, welches für das Unternehmen neu ist.
Wichtig bei der Umsetzungsplanung ist, dass die geplanten Umsetzungsmaßnahmen erfüllbar und vom aktuellen Informationsstand möglichst ausgearbeitet sind. Ein laufender Prozess zwischen der Umsetzungsplanung und der Kontrolle ist dabei unverzichtbar. Hierbei werden die Umsetzungsmaßnahmen und deren Ziele laufend angepasst.

### Kontrolle
Die Phase der Kontrolle ist am Ende der Produktplanung einzugliedern, aber auch als laufender Prozess während der anderen drei Phasen der Produktplanung anzusehen. Ziel der Kontrolle ist es den Überblick über die Umsetzung der Innovationsprojekte zu behalten, sowie die Absatz-, Kosten- und Leistungskontrolle der einzelnen Produkte im Produktprogramm durchzuführen.
Daraus folgt, dass die Kontrolle ausschlaggebend für die Anpassung der Umsetzungsmodelle ist und der strategischen Frühaufklärung zu Produkt-/ Produktprogrammanpassung dient.